# Gabriele Moroni
Gabriele Moroni (Galliate, 20 settembre 1987) è un arrampicatore italiano.
Pratica le competizioni di boulder e difficoltà, l'arrampicata in falesia e il bouldering. È noto per le sue prestazioni anche outdoor dove si è reso protagonista di salite storiche quali ad esempio Action directe in Frankenjura o di pericolosi highball quali Ambrosia e 29 dots.

## Biografia
Ha cominciato ad arrampicare nel 1996 a otto anni, praticando un corso di base in una palestra di Novara. Dal 2001 ha partecipato alla Coppa Europa giovanile e ai Campionati del mondo giovanili. Nel 2004, raggiunti i sedici anni, ha cominciato a gareggiare nella Coppa del mondo boulder di arrampicata. In quello stesso anno ha vinto la medaglia di bronzo al Campionato europeo di arrampicata 2004 a Lecco.
Il suo miglior risultato nel boulder è stato l'oro alla tappa giapponese della Coppa del mondo boulder di arrampicata 2018.
Ha conquistato quattro volte il secondo posto in una gara della Coppa del mondo boulder di arrampicata: una volta nel 2007 alla tappa di Fiera di Primiero, una volta nel 2008 alla tappa di Vail, e due volte nel 2009 alle gare di Hall e Eindhoven.
Ha inoltre ottenuto quattro volte il secondo posto in una gara della Coppa del mondo boulder di arrampicata: una volta nel 2007 alla tappa di Fiera di Primiero, una volta nel 2008 alla tappa di Vail, e due volte nel 2009 alle gare di Hall e Eindhoven.

## Palmarès

### Coppa del mondo
|         | 2004 | 2005 | 2006 | 2007 | 2008 | 2009 | 2010 | 2011 |
| ------- | ---- | ---- | ---- | ---- | ---- | ---- | ---- | ---- |
| Boulder | 25   | 19   | 22   | 6    | 4    | 3    | 23   | 36   |

### Campionato del mondo
|         | 2005 | 2007 | 2009 | 2011 |
| ------- | ---- | ---- | ---- | ---- |
| Lead    |      |      | 40   |      |
| Boulder | 20   | 25   | 8    | 16   |

## Falesia

### Lavorato
- 9a+
  - Goldrake - Cornalba, Bergamo (ITA) - seconda ascesa dopo l'apertura di Adam Ondra[4][5]
- 9a/a+
  - Classified  - Frankenjura (GER) - 25 settembre 2013[6]
- 9a/5.14d:
  - ,,the party is here’m

valbrona nuova
- - Super Circo Abusivo - Paline di Rivadossi, Valcamonica (ITA)[7]
  - Jungle Speed - Siurana (SPA) - 29 dicembre 2012[8]
  - The Essential - Frankenjura (GER) - 26 maggio 2012 - Terza salita della via di Markus Bock del 2008[9]
  - Coup de Bambou - Getu Valley (CHI) - 31 ottobre 2011 - Prima salita[10]
  - Coup de Grace - Val Bavona (SUI) - 27 aprile 2011 - Seconda salita della via di Dave Graham del 2005[11]
  - Condé de choc - Entraygues (FRA) - 10 settembre 2010 - Seconda salita della via di Anthony Lamiche del 2006[12]
  - Action directe - Frankenjura (GER) - 17 aprile 2010 - Dodicesima salita[13]
  - San Ku Kaï - Entraygues (FRA) - 31 luglio 2009 - Seconda salita della via di Anthony Lamiche[14]

### A vista
Ha scalato fino all'8a+ a vista.

## Boulder
- 8C/V15:
  - Highlander Sustenpass, (AUS) seconda ripetizione del blocco di Martin Keller[15]
  - Ziqqurat Gaby, Valle d'Aosta (ITA)[16]
  - The Story of Two Worlds, Cresciano (SUI) - Boulder aperto da Dave Graham[16][17]
  - Insanity of Grandeur, Chironico (SUI) - boulder di Dai Koyamada[18]
- 8B+/V14:
  - Bhai Bon - Siurana (ESP) - Quarta salita del boulder di Dave Graham[19]
  - Mystic Stylez - Magic Wood (SUI)[20]
  - The Ghost Ship - Champorcher, Valle d'Aosta (ITA) - Prima ripetizione del boulder di Niky Ceria[20]
  - Mystic Stylez - Magic Wood (SUI)[20]
  - From Shallow Waters to the Riverbed - Magic Wood (SUI) - 20 maggio 2010 - Boulder di Franz Widmer del 2007[21]
  - Leader maximo - Chiomonte (ITA) - 25 marzo 2009 - Prima salita
  - The never ending story - Magic Wood (SUI) - 22 maggio 2008 - Boulder di Chris Sharma del 2003[22]
  - Dreamtime - Cresciano (SUI) - 2 febbraio 2008 - Boulder di Fred Nicole del 2000[23]
  - Murano - Champorcher, Valle d'Aosta (ITA)- Prima libera sit[16]

- 8A+/V12
  - 29 dots - Valle dell'Orco, Piemonte (ITA) - Highball di 14 m., prima ripetizione del boulder salito per primo da Bernd Zangerl[24][25][26]

- 8A/V11:
  - Ambrosia - Buttermilks, Bishop, California (USA) - Highball di 15 m. salito per primo da Kevin Jorgeson[27]

Ha vinto il Melloblocco 2011 (pari merito).

## Media e divulgazione
- E' ambassador dei brand Scarpa, Petzl, E9